# Austin Gipsy
Austin Gipsy («Остін Джипсі») — автомобіль, що виготовлявся компанією Ausitn з 1958 по 1968. Розроблявся як заміна Ausitn Champ та конкурент для Land Rover Series.

## Історія

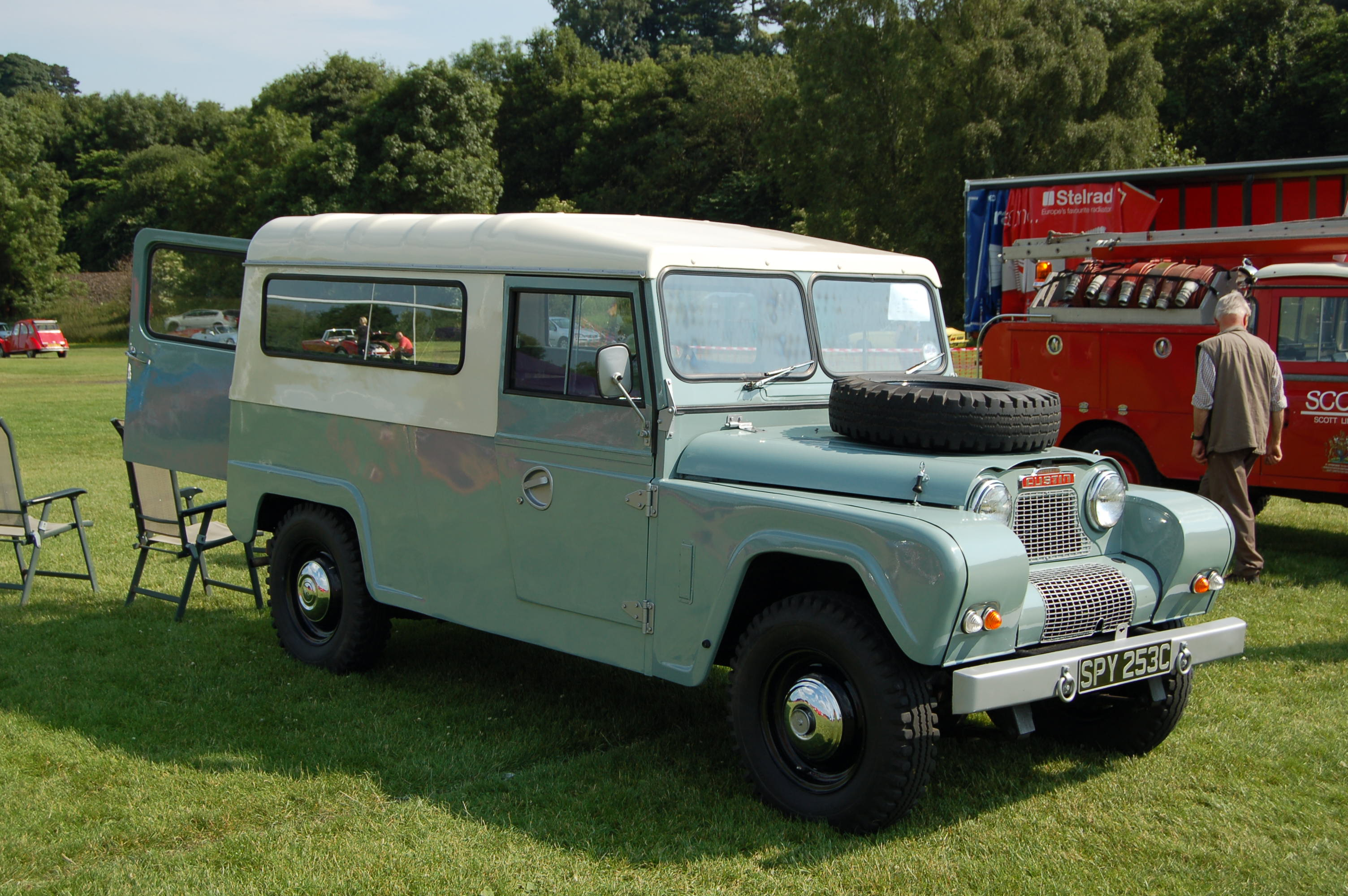

На відміну від індійських автомобілів Gypsy, що виготовлялись пізніше у 1985, позашляховик мав літеру «I» в назві. Зовні нагадував Land Rover, однак мав сталевий, а не алюмінієвий кузов. Незалежна підвіска (як спереду, так і ззаду) давала змогу Gipsy рухатись на великих швидкостях поза бездоріжжям. Ресорна підвіска була опцією на пізніх моделях. Позашляховик комплектувався бензиновим двигуном BMC з робочим об'ємом 2199 см³, виконаним на основі двигуна Ausitn A70. Ступінь стиску 6,8:1 давав змогу використовувати низькооктанове паливо. Також пропонувалась версія з дизельним 2178 см³ двигуном.
Спочатку була доступна версія з 90-дюймовою (2286 мм) колісною базою (пізніше відома як «коротка база» — short wheelbase SWB). Невдовзі з'явилась 111-дюймова (2819 мм) «довга база» — long wheelbase (LWB), так званої другої серії.
Після злиття BMC і Leyland у British Leyland «Остін Джипсі» та «Ленд Ровер» виготовлялися вже однією компанією. Виробництво Gipsy зупинилось після того, як було продано 21 208 автомобілів.

## Виноски
1. 1 2 3  Howard, Geoffrey (18 травня 1967). Market Select: Another Look at the British Cars Tested Since Last Spring. Autocar. Т. (nbr 3718). с. 4—14.
2. ↑  Robson, Graham (2006). A-Z British Cars 1945–1980. Devon, UK: Herridge & Sons. ISBN 0-9541063-9-3.